# Nakamura Utaemon V

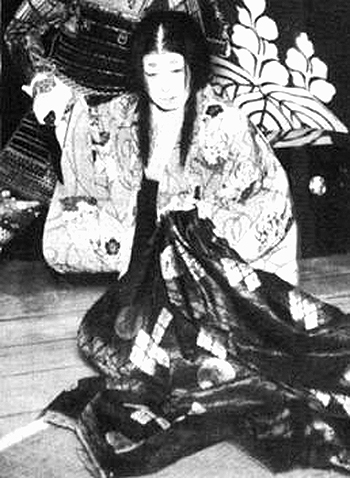
Nakamura Utaemon V jouant Yodo-Dono dans la pièce de kabuki Hototogisu Kojō no Rakugetsu

Nakamura Utaemon V (中村歌右衛門 (5 代目), 1865 - 11 septembre 1940) était un comédien japonais de kabuki et doyen des acteurs de kabuki au Kabukiza de Tokyo. Il était membre d'une famille de grands acteurs de kabuki de la région de Keihanshin.
Nakamura Utaemon était un nom de scène avec des connotations culturelles et historiques importantes.
Utaemon V était l'héritier artistique de Nakamura Utaemon IV. Il était la cinquième génération d'une lignée d'acteurs célèbres de Kabuki. Dans le monde conservateur du Kabuki, les noms de scène se transmettent de père en fils, les transformant ainsi en marque d'accomplissement.
Lignée des noms de scène Utaemon
- Nakamura Utaemon I (1714–1791)
- Nakamura Utaemon II (1752-1798)
- Nakamura Utaemon III (1778-1838)
- Nakamura Utaemon IV (1798-1852)
- Nakamura Utaemon V (1865-1940)
- Nakamura Utaemon VI (1917-2001)

Dans une longue carrière, il a joué beaucoup de rôles ; mais il était plus connu pour ses rôles d'Onnagata (ou d'Oyama).

## Quelques œuvres
Les écrits de Nakamura comptent 7 œuvres en 7 publications dans 2 langues et 23 fonds de bibliothèque.
- 1950 — Style de Jeu du Kabuki (歌舞伎の型, kabuki no kata)
- 1935 — Autobiographie de Nakamura Utaemon Gosei (歌右衛門自傅, utaemon jiten).

## Source de la traduction
- (en) Cet article est partiellement ou en totalité issu de l’article de Wikipédia en anglais intitulé « Nakamura Utaemon V » (voir la liste des auteurs).